# آدولف کوفلر
آدولف کوفلر (ایتالیایی: Adolf Kofler; ۱۲ ژانویهٔ ۱۸۹۲ – ۱۳ مارس ۱۹۱۵) دوچرخه‌سوار اهل اتریش بود. وی در بازی‌های المپیک تابستانی ۱۹۱۲ شرکت کرده است.